# Riviera Veneta
La Riviera Veneta (o litorale veneto) è la riviera turistica del Veneto ovvero il tratto di costa marina che si affaccia sull'Alto Adriatico, che prende il nome dalla regione in cui è sita ed è lunga circa 150 chilometri.

## Geografia

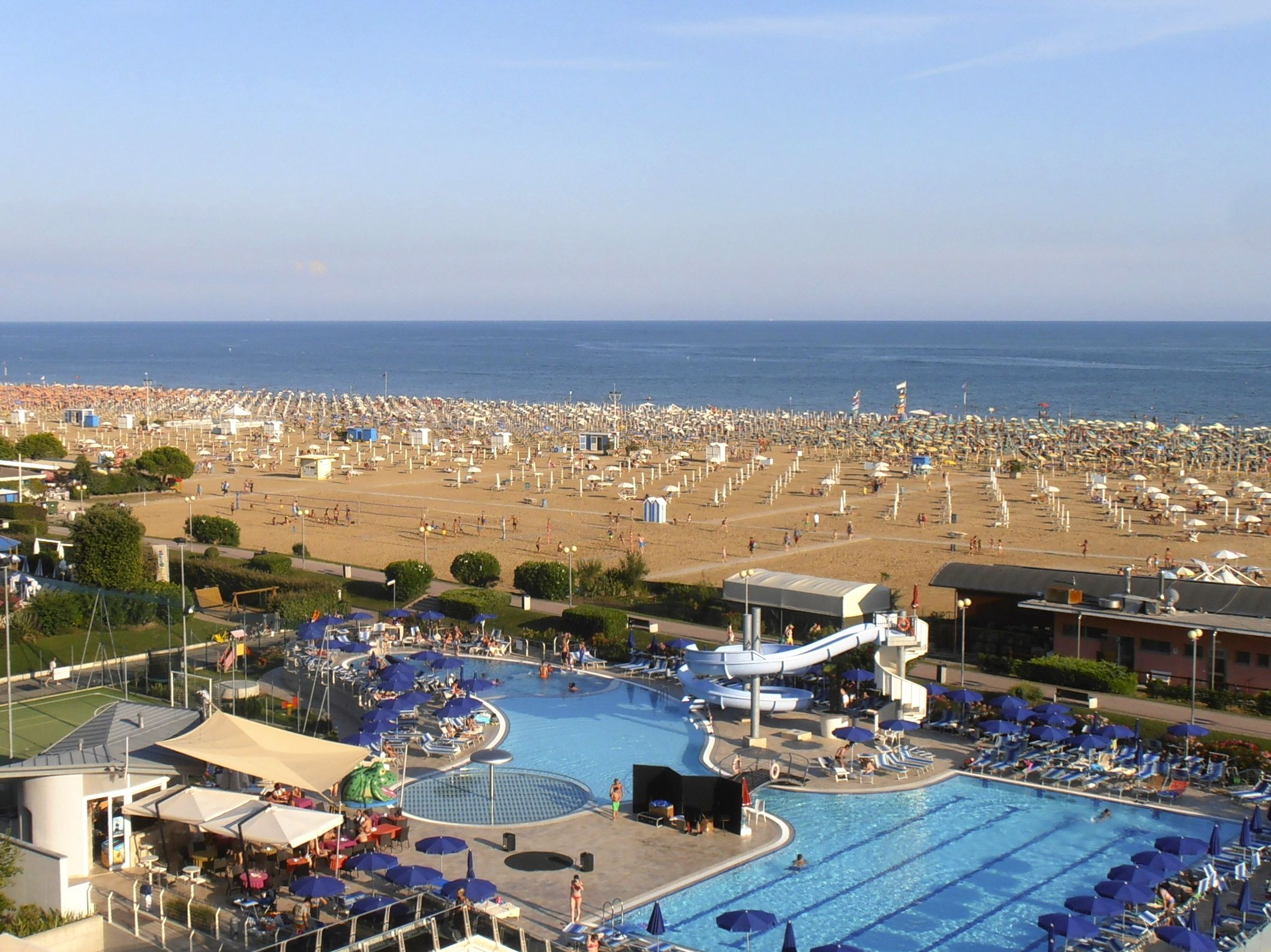
Bibione

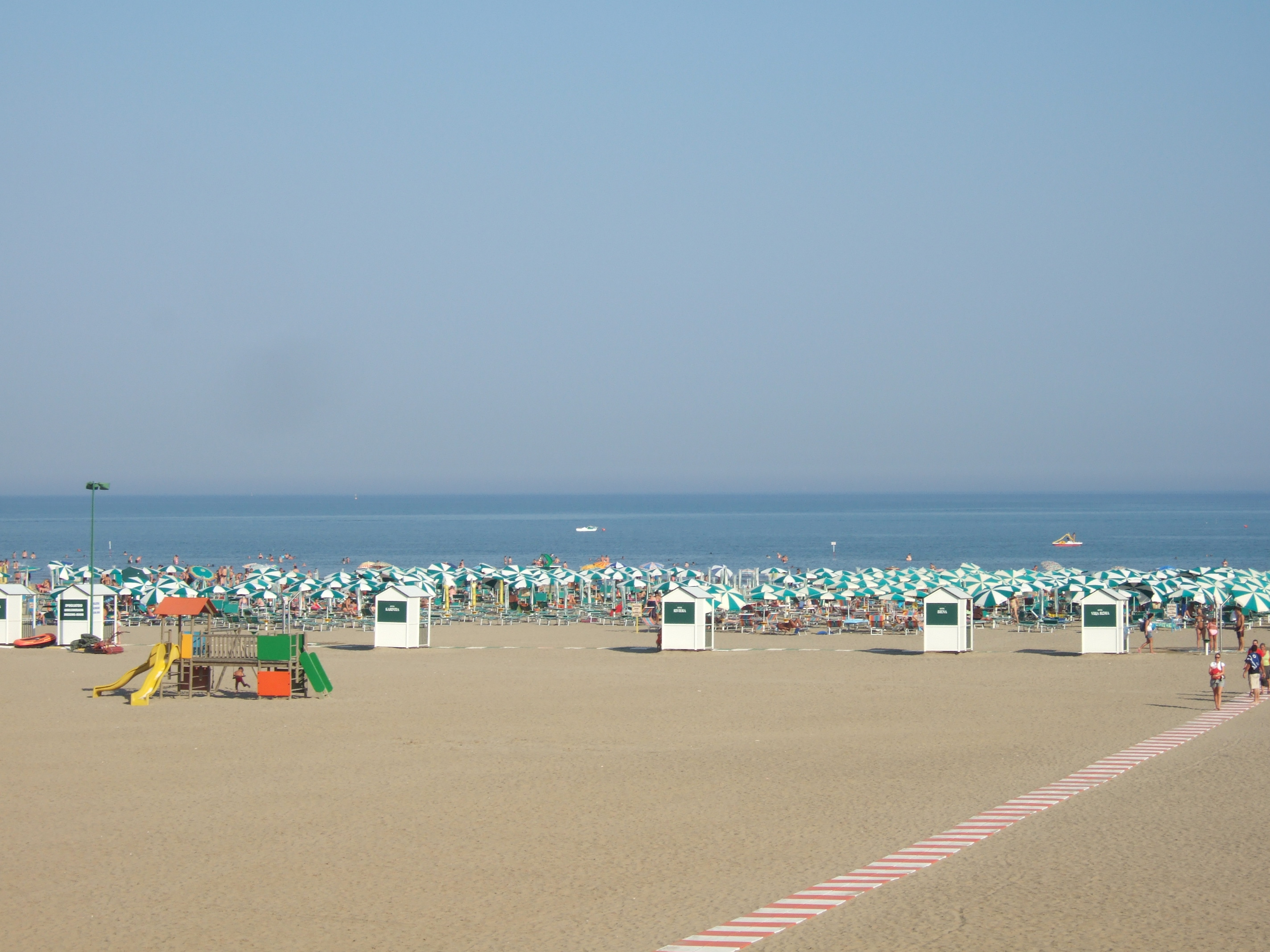
Caorle

La riviera veneta (o litorale veneto) è caratterizzata da spiagge ampie e sabbiose, con la presenza di frequenti zone naturalistiche: lagune, valli e pinete nella parte nordorientale, al centro si ha la laguna di Venezia seguita a breve distanza dalla piccola Laguna del Mort e dalla successiva Laguna di Caorle retrostante la spiaggia di Brussa e a sud il Parco regionale del Delta del Po (Veneto).
Nei centri di Rosolina, Sottomarina, Cavallino-Treporti, Jesolo, Eraclea Mare, Caorle e Bibione si è assistito, negli ultimi 50 anni, ad una progressiva crescita urbanistica dovuta all'incremento del turismo di massa. Dal dopoguerra in avanti l'affluenza turistica in questa area è stata infatti inarrestabile, facilitata anche dalla facile raggiungibilità dal nord Europa e da tutto il settentrione d'Italia. In particolare, per quanto riguarda i turisti venuti dall’estero, numerosi sono quelli provenienti dall’Austria e dalla Germania. Il loro numero è tale che, in particolare in centri come Jesolo, il tedesco risulta essere la lingua straniera più usata.